# Gunnar Janser
Gunnar Knut Fredrik Janser, född 17 april 1919 i Malmö, död 1989 i Ystad, var en svensk målare. 
Han var son till körsnären Gustaf Jönsson och Wilhelmina Karlmark och från 1941 gift med Hillevi Hansson. Janser var som konstnär autodidakt och bedrev självstudier under resor till Frankrike, Italien och Spanien. Han debuterade med en separatutställning på Galleri Acté i Stockholm 1948 och ställde därefter ut på ett flertal orter. Han medverkade i samlingsutställningar med Konstfrämjandet, Östgöta konstförening och på Gummesons konsthall. Bland hans offentliga arbeten märks utsmyckningar för SAAB-Scania och TBV i Linköping. Hans konst består av stilleben, figurer och landskap i olja, pastell eller fetkrita. Han var sedan 1969 gift med Rauni Janser.